# Horror Express
Horror Express is een Britse horrorfilm uit 1972 met in de hoofdrollen Christopher Lee, Peter Cushing en Telly Savalas. De film is gebaseerd op het kortverhaal Who Goes There? van John W. Campbell (op hetzelfde verhaal is ook The Thing gebaseerd). De film bevindt zich tegenwoordig in het publiek domein.

## Verhaal
Een Russische stoomlocomotief in het jaar 1906 vervoert behalve de passagiers ook de Missing Link bevroren in het ijs. Als plots het ijs gaat smelten is niemand op de trein meer veilig.

## Rolverdeling
| Acteur             | Personage         |
| ------------------ | ----------------- |
| Christopher Lee    | Alexander Saxton  |
| Peter Cushing      | Wells             |
| Alberto de Mendoza | Pujardov          |
| Silvia Tortosa     | Irina Petrovski   |
| Julio Peña         | Mirov             |
| Telly Savalas      | Kazan             |
| George Rigaud      | Petrovski         |
| Helga Liné         | Natasha           |
| Alice Reinheart    | Miss Jones        |
| Ángel del Pozo     | Yevtushenko       |
| José Jaspe         | Konev             |
| Víctor Israel      | bagagemen         |
| Faith Clift        | Miss Bennett      |
| Juan Olaguivel     | creatuur          |
| Barta Barri        | telegraaf         |
| Hiroshi Kitatawa   | Grashinski        |
| Vicente Roca       | Stationchef       |
| José Canalejas     | Russische wachter |
| José Marco         | Vorkin            |
| Allen Russell      | O'Hagan           |